# Concours international de piano Arthur-Rubinstein
Le Concours international de piano Arthur Rubinstein (Arthur Rubinstein International Piano Master Competition) est un concours international de piano, défendu par Arthur Rubinstein. Le concours a lieu tous les trois ans depuis 1974, à Tel-Aviv en Israël.
En 1974, Jan Jacob Bistritzky établit le concours Arthur Rubinstein pour promouvoir la carrière de jeunes et brillants pianistes. Le prix Arthur Rubinstein et d'autres prix sont offerts aux gagnants. Le concours commande également des œuvres de compositeurs Israéliens. C'est Emanuel Ax qui a remporté le premier prix du premier concours.  L'édition 2017 de ce concours est remporté par le pianiste polonais Szymon  Nehring. 

## Gagnants
| Année | Édition | 1er prix                      | 2e prix                         | 3e prix                         |
| ----- | ------- | ----------------------------- | ------------------------------- | ------------------------------- |
| 2023  | XVII    | Kevin Chen                    | Giorgi Gigashvili               | Yukine Kuroki                   |
| 2021  | XVI     | Juan Pérez Floristán          | Shiori Kuwahara                 | Cunmo Yin                       |
| 2017  | XV      | Szymon Nehring                | Daniel Ciobanu                  | Sara Daneshpour                 |
| 2014  | XIV     | Antonii Baryshevskyi          | Steven Lin                      | Seong-Jin Cho                   |
| 2011  | XIII    | Daniil Trifonov               | Boris Giltburg                  | Ilya Rachkovsky                 |
| 2008  | XII     | non décerné                   | Roman Rabinovich & Ching-Yun Hu | Khatia Buniatishvili            |
| 2005  | XI      | Alexander Gavrylyuk           | Igor Levit                      | Yeol Eum Son                    |
| 2001  | X       | Kirill Gerstein               | Ferenc Vizi                     | Massimiliano Ferrati            |
| 1998  | IX      | Igor Tchetuev                 | Vitaly Samoshko                 | Jong-Gyung Park                 |
| 1995  | VIII    | Alexander Korsantia           | Sergei Tarasov                  | Ohad Ben-Ari                    |
| 1992  | VII     | Giorgia Tomassi               | Simone Pedroni                  | Ilya Itin                       |
| 1989  | VI      | Ian Fountain & Benjamin Frith |                                 |                                 |
| 1986  | V       | non décerné                   | Thomas Duis                     | Angela Cheng                    |
| 1983  | IV      | Jeffrey Kahane                | Hung-Kuan Chen, Taiwan          | Fei-Ping Hsu                    |
| 1980  | III     | Gregory Allen                 | Ian Hobson                      | Geoffrey Tozer                  |
| 1977  | II      | Gerhard Oppitz                | Diana Kacso                     | Etsuko Terada                   |
| 1974  | I       | Emanuel Ax                    | Eugen Indjic                    | Janina Fialkowska & Seta Tanyel |